# Líbia nos Jogos Olímpicos de Verão de 1988
A Líbia participou dos Jogos Olímpicos de Verão de 1988 em Seul, na Coreia do Sul. Não conquistou nenhuma medalha, nem de ouro, nem de prata e nem de bronze. Foi a quarta participação do país em Jogos Olímpicos de Verão, sendo que não participou nos Jogos Olímpicos de Verão de 1984.